# Портсмут
По́ртсмут (англ. Portsmouth) — город и унитарная единица в британском церемониальном графстве Гэмпшир на берегу пролива Те-Солент, отделяющего Англию от острова Уайт. Основная часть городского населения сосредоточена на острове Портси. Здесь издавна расположена одна из главных баз британского ВМФ. Население — около 200 тысяч человек (2008).

## История
До обмеления Ла-Манша порт располагался в Портчестере, где в руинах сохранилась каменная крепость римлян, перестроенная в XI—XII веках в феодальный замок. В 1194 году король Ричард Львиное Сердце, озабоченный неразвитостью портов Ла-Манша, выдал Портсмуту городскую хартию и разрешил проводить в нём ярмарку. Эта хартия сохраняла силу до 1627 года.
Значение Портсмута сильно возросло при Тюдорах. В 1496 году был основан сухой корабельный док, который после расширения в 1698 году раскинулся на площади в 120 га. Со временем, по мере становления Британии как морской державы, корабельные верфи выросли в крупнейшую военно-морскую базу в метрополии, располагавшую всеми ресурсами и мощностями для постройки и оснащения боевых кораблей. Именно на доке трудилось большинство портсмутцев. В сухом доке выставлены знаменитые корабли прошлого — тюдоровская каракка «Мэри Роуз» и HMS «Victory» — флагман адмирала Нельсона. Также в Портсмуте, в качестве корабля-музея находится HMS «Warrior» — броненосный фрегат британского королевского флота, первый в мире цельнометаллический броненосец для плавания в открытом море.
Во время Второй мировой войны город подвергся сильным бомбардировкам. Разрушенное здание ратуши было восстановлено в 1959 году. После войны в спальных районах города проектировали видные архитекторы-бруталисты. Среди исторических памятников — небольшой, отчасти романский собор (XII век), тюдоровские укрепления в курортном районе Саутси (около 1544) и дом, в котором родился Чарльз Диккенс.

## География

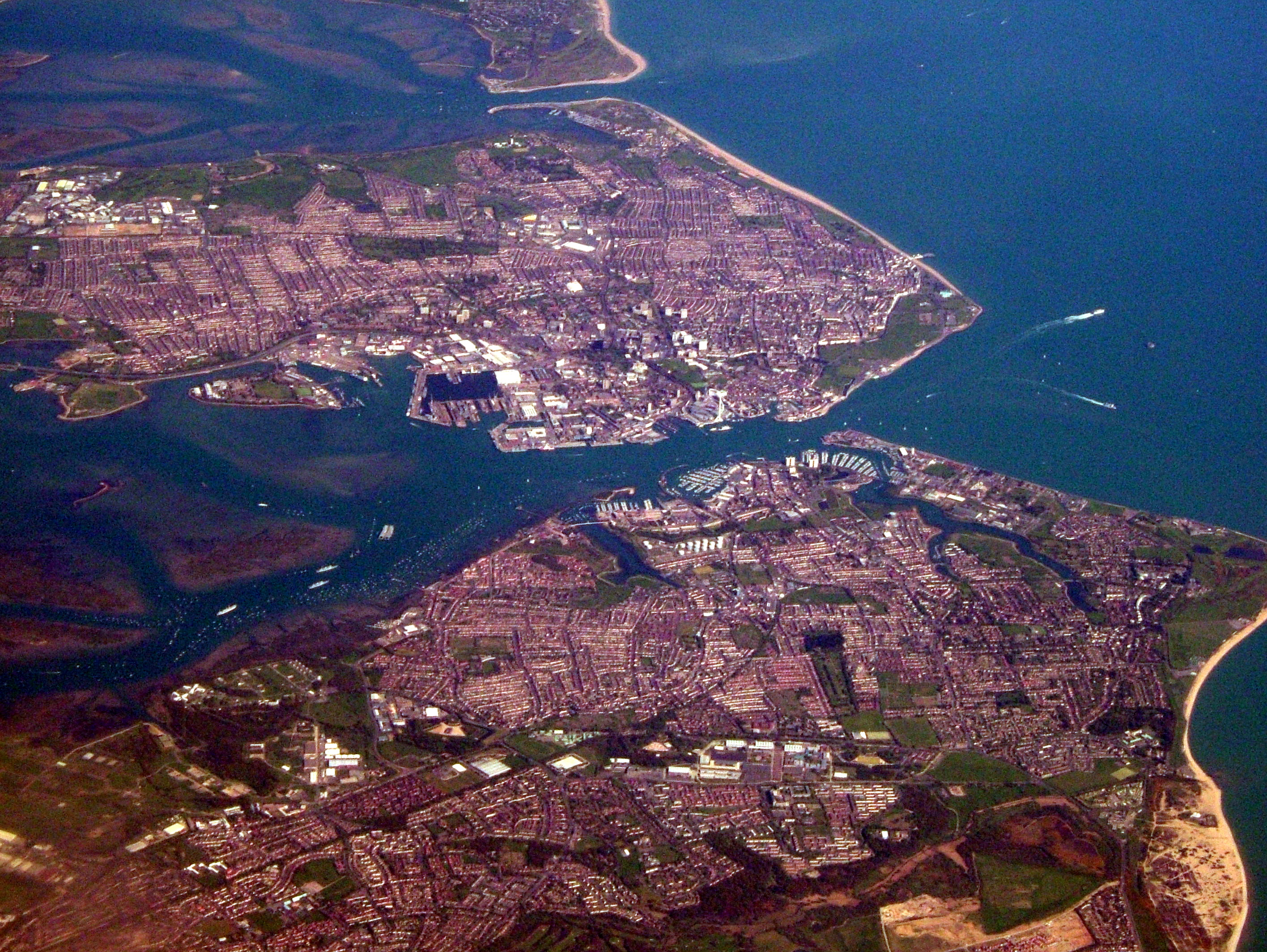
Портсмут: вид с воздуха

Унитарная единица Портсмут занимает территорию 40 км², омывается на востоке, юге и западе проливом Те-Солент, на севере граничит с неметропольным графством Хэмпшир.

## Население
На территории унитарной единицы Портсмут проживает 186 701 человек, при средней плотности населения 4638 чел./км², самой большой в Великобритании (для сравнения — в Лондоне плотность населения 4562  чел./км²).

## Экономика
Из Портсмута на остров Уайт ходят паромы компании «Wightlink»: пассажирский катамаран в город Райд и автомобильный паром в деревню Фишборн. Пассажирское судно на воздушной подушке компании «Hovertravel» ходит в Райд из Саутси, пригорода Портсмута.
Портсмут является центром почтового района, которому соответствует код «PO». Кроме Портсмута в этот район входят населённые пункты Хэмпшира, острова Уайт и Западного Суссекса: Бембридж, Богнор Регис, Вентнор, Ист-Каус, Госпорт, Каус, Ньюпорт, Райд, Саутси, Сандаун, Уотерлувиль, Фарегем, Хавент, Чичестер, Шанклин, Ярмут и другие.

## Политика
Портсмут управляется советом унитарной единицы, состоящим из 42 депутатов, избранных в 14 округах. В результате последних[когда?] выборов 19 мест в совете занимает Консервативная партия Великобритании.

## Спорт
В городе Портсмут базируется профессиональный футбольный клуб «Портсмут», двукратный чемпион Англии, двукратный обладатель Кубка Англии и обладатель Суперкубка Англии. «Портсмут» принимает соперников на стадионе «Фраттон Парк» вместимостью 20 000 зрителей.

## Военная госпитальная часть
В Портсмуте расположена крупнейшая из 5 военных госпитальных частей медицинской службы Вооружённых сил Великобритании. Часть развернута на базе госпиталя им. королевы Александры. В 2005 году штат составлял 381 человек.

## Международные отношения

### Города-побратимы
Портсмут является городом-побратимом следующих городов:
- Дуйсбург, Германия (1950)
- Кан, Франция (1987)
- Лейквуд, США[3]

### Города-партнёры
- Хайфа, Израиль
- Маскат, Оман
- Майдзуру, Япония
- Портсмут, США
- Сидней, Австралия